# Jan Pachecka
Jan Pachecka (ur. 14 kwietnia 1939 w Wiśniewie k. Siedlec) – profesor nauk farmaceutycznych, profesor zwyczajny Warszawskiego Uniwersytetu Medycznego, specjalista w zakresie biochemii, chemii klinicznej i metabolizmu leków.

## Życiorys
Ukończył studia w Akademii Medycznej w Warszawie, gdzie w 1963 został zatrudniony w Katedrze Biochemii. W 1970 uzyskał tam stopień naukowy doktora, zaś w 1984 w stopień doktora habilitowanego. W 1999 otrzymał tytuł naukowy profesora nauk farmaceutycznych.
W Akademii Medycznej w Warszawie a następnie w powstałym z niej Warszawskim Uniwersytecie Medycznym pełnił funkcje:
- prodziekan ds. nauki Wydziału Farmaceutycznego (1984–1989)
- prorektor ds. nauki i rozwoju kadry naukowej (1989–1993)
- kierownik Studium Doktoranckiego (1990–1999)
- kierownik Katedry Biochemii i Chemii Klinicznej (1990–2009)
- prorektor do spraw kadr (1993–1996)
- dziekan Wydziału Farmaceutycznego (1999–2005)
- prodziekan Oddziału Analityki Medycznej (2005–2008)[1]

W latach 2007–2012 był członkiem Centralnej Komisji do Spraw Stopni i Tytułów. Zasiadał także w Komitecie Terapii i Nauk o Leku PAN.
W 2010 został profesorem zwyczajnym w Wyższej Szkole Ekologii i Zarządzania w Warszawie.
Stopień naukowy doktora pod jego kierunkiem uzyskali, m.in.: Julita Kuczyńska (1995), Ewa Skarżyńska (1997), Grażyna Sygitowicz (2000), Sławomir Białek (2003), Piotr Tomaszewski (2006), Błażej Grodner (2007), Grażyna Kubiak-Tomaszewska (2009).

## Odznaczenia
- Krzyż Oficerski Orderu Odrodzenia Polski (2009)[4]
- Krzyż Kawalerski Orderu Odrodzenia Polski
- Złoty Krzyż Zasługi
- Medal Złoty za Długoletnią Służbę
- Medal Komisji Edukacji Narodowej[1]